# A. I. Sabra
Abdelhamid I. Sabra es un profesor emérito especializado en la historia de la ciencia y, en particular, la historia de la óptica y la ciencia islámica en la Edad Media.
Sabra estudió en la Universidad de Alejandría y luego con Karl Popper en la Universidad de Londres donde se doctoró en 1955 con una tesis sobre la óptica en el siglo XVII. Enseñó en Alejandría entre 1955 y 1962, en el Warburg Institute entre 1962 y 1972 y en la Universidad de Harvard entre 1972 hasta que se retiró en 1996.
En su artículo The Appropriation and Subsequent Naturalization of Greek Science in Medieval Islam argumentó, contra las teorías de Pierre Duhem, que las culturas islámicas no recibieron y preservaron pasivamente la antigua ciencia griega sino que se apropiaron activamente de ella y la modificaron. Esta teoría se conoce como la tesis de Sabra.
En 2005 recibió la Medalla George Sarton

## Algunas publicaciones
- 1954. "A Note on a Suggested Modification of Newton's Corpuscular Theory of Light to Reconcile it with Foucault's Experiment of 1850." British Journal for the Philosophy of Science 5, pp. 149-51.
- 1967 (Oldbourne), 1981 (Cambridge University Press). Theories of Light from Descartes to Newton.[1]
- 1984. "The Andalusian Revolt Against Ptolemaic Astronomy: Averroes and al-Bitrûjî."  Pp. 233-53 ed Everett Mendelsohn, ed. Transformation and Tradition in the Sciences: Essays in honor of I. Bernard Cohen. Cambridge: Cambridge University Press.
- 1987. "The Appropriation and Subsequent Naturalization of Greek Science in Medieval Islam." History of Science 25, pp. 223-43.
- 1994. "Optics, Astronomy, and Logic: Studies in Arabic Science and Philosophy".[2]
- 1996. "Situating Arabic Science: Locality versus Essence," Isis, 87, pp. 654-670.